# Cereus hildmannianus uruguayanus
Cereus hildmannianus subsp. uruguayanus (F.Ritter ex R.Kiesling) N.P.Taylor è una pianta succulenta arborescente della famiglia delle Cactaceae.

## Tassonomia

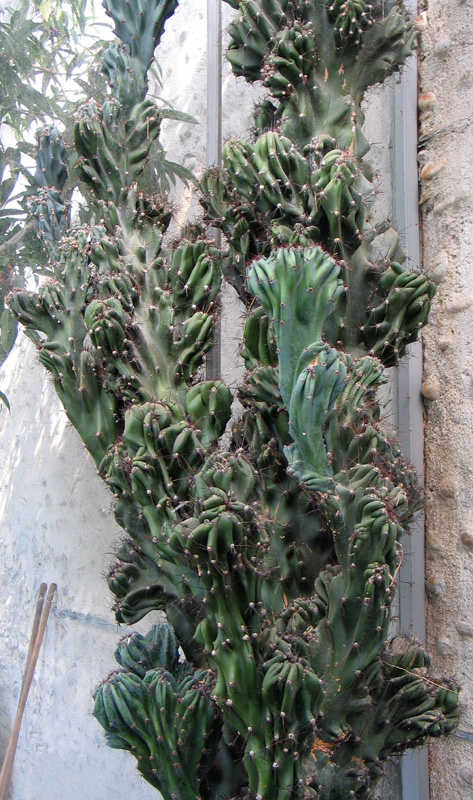
Cereus hildmannianus ssp. uruguayanus forma monstruosus

Nel 1828, De Candolle denominò erroneamente Cereus peruvianus monstrosus una forma aberrante di Cereus hildmannianus subsp. uruguayanus. Tale errore si perpetua sino ai nostri giorni, ma in realtà la dizione corretta avrebbe dovuto essere Cereus hildmannianus ssp. uruguayanus forma monstruosus.